# Pseudobarbus calidus
Pseudobarbus calidus é uma espécie de peixe actinopterígeo da família Cyprinidae.
Apenas pode ser encontrada na África do Sul.